# Autoanticorpo
Um autoanticorpo é um anticorpo (um tipo de proteína) produzido pelo sistema imune que atua contra uma ou mais proteínas do próprio indivíduo que o produziu. Os autoanticorpos têm as mesmas propriedades bioquímicas e físico-químicas dos outros anticorpos. A grande diferença está em suas propriedades imunológicas, ou seja, os autoanticorpos estão relacionados com as doenças auto-imunes.
Enquanto que a maioria dos anticorpos produzidos pelo corpo (pelos linfócitos B) reage contra antígenos estranhos (micróbios em geral, células tumorais, etc), os autoanticorpos reagem contra componentes do próprio organismo (proteínas celulares, DNA no núcleo celular). O aparecimento de grande quantidade de autoanticorpos no organismo é uma situação patológica que envolve a quebra da tolerância imunológica
Este tipo de reconhecimento aberrante geralmente provoca doenças autoimunes, sendo que o protótipo é o lúpus eritematoso sistêmico (LES) em cuja doença são encontrados autoanticorpos que reagem contra o núcleo das células dos pacientes.
Apesar de numerosas pesquisas científicas na área da imunologia de doenças autoimunes, os pesquisadores ainda não encontraram uma única causa (etiologia definida) para a quebra da tolerância imunológica e, em conseqüência, o aparecimento destas doenças. 
Os resultados indicam que o fenômeno está associado à predisposição genética dos pacientes (presença de certos alelos HLA) junto com condições ambientais favoráveis.